# Escuela Municipal de Bellas Artes de Viña del Mar
La Escuela Municipal de Bellas Artes de Viña del Mar es un centro de formación artístico ubicado en la ciudad de Viña del Mar, Chile. Sus orígenes datan del año 1935 cuando, tras la propuesta de un grupo de ciudadanos, el alcalde Sergio Prieto Nieto en colaboración con el Colegio de Arquitectos de Chile y otros artistas, dieron inicio a los primeros talleres dirigidos por profesores como Arturo Gordon, Jorge Madge, Guillermo Mosella, entre otros.
Desde su conformación, la escuela ha funcionado en diversos recintos incluyendo el Casino Municipal de Viña del Mar, y ha formado a cientos de profesionales. Actualmente, la institución se plantea desde un modelo alternativo a la formación universitaria, por lo cual no otorga grados académicos reconocidos por el Ministerio de Educación. No obstante, la Escuela forma a estudiantes en Artes Visuales y además, participa de diversos encuentros y eventos relacionados con las Bellas Artes y la cultura de la región.   

## Historia

### Antecedentes

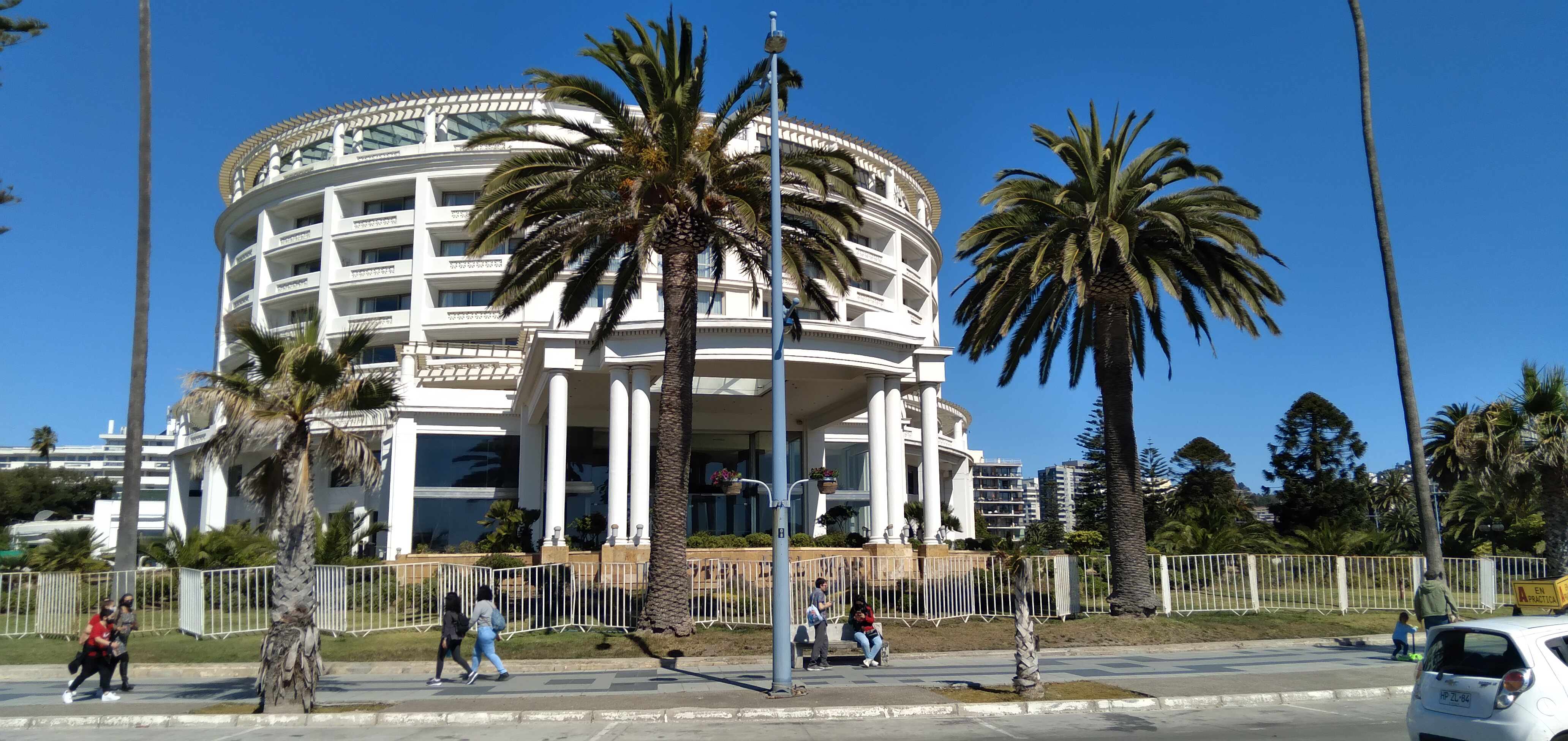
Casino Municipal de Viña del Mar, lugar donde funcionaron los primeros talleres libres de la Escuela Municipal de Bellas Artes.

Durante la inauguración del II Salón de Verano realizado en 1934, evento que representaba un papel importante en la vida artística chilena, un grupo de ciudadanos solicitó al alcalde de la época, Sergio Prieto Nieto la creación de una escuela y un museo que contribuyera al desarrollo y divulgación de las artes en la ciudad. Fue durante 1935 que en el Casino Municipal de Viña del Mar se iniciaron los primeros "Talleres Libres de Arte" en la ciudad, en los cuales trabajaron como profesores, artistas  de renombre. 

### Desarrollo

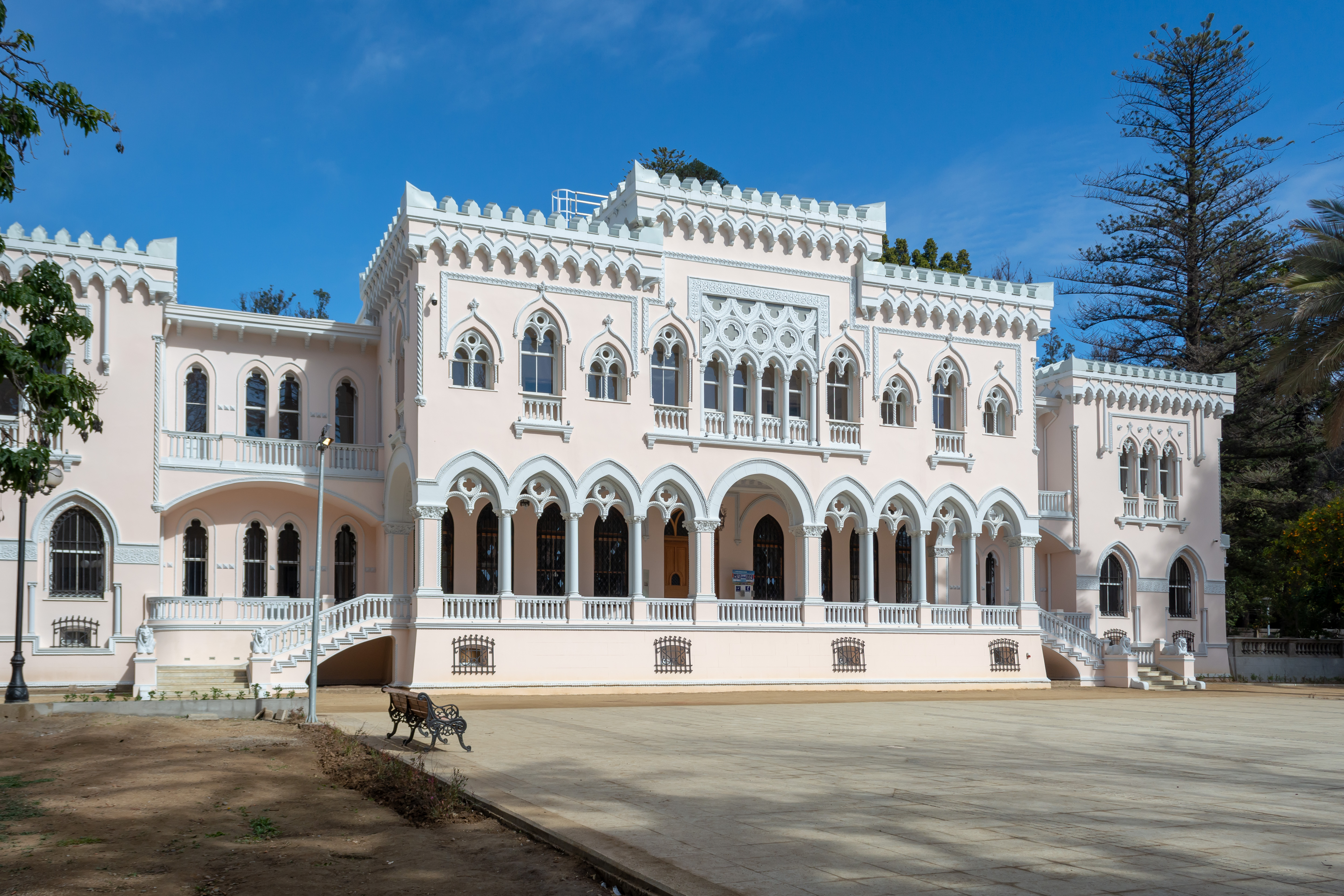
Palacio Vergara, sitio donde funcionó la Escuela y el Museo desde el año 1940.

La creación de la Escuela y el Museo permitieron la circulación de obras y producciones por parte de los nuevos estudiantes, ampliándose rápidamente la colección de arte en la ciudad. Durante sus primeros años de funcionamiento, las autoridades de la época comenzaron a generar lazos con instituciones de otros países de América Latina como Argentina y Perú, con el objetivo de promover el intercambio cultural. Todo esto derivó en un aumento progresivo de exhibiciones y en la recepción de artistas.
Debido al gran flujo de actividades dentro de la Escuela, los esfuerzos se dirigieron a la formación académica, contratando a importantes artistas para que ejercieran como profesores, entre los cuales figuraron Agustín Abarca, Carlos Hermosilla, Roko Matjasic, entre otros.
La importancia de la Escuela Municipal de Bellas Artes de Viña del Mar era tal, que en 1939, el presidente Pedro Aguirre Cerda inauguró allí las actividades y exposiciones. 
En 1940 la Escuela Municipal de Bellas Artes de Viña del Mar se trasladó desde el Casino Municipal al Palacio Vergara, donde se instaló también el Museo de Bellas Artes de Viña del Mar.

### Actualidad
Luego del terremoto del año 2010 la Escuela se trasladó desde el Palacio Vergara a la casona ubicada en Calle Álvarez 2330, donde también funciona el Conservatorio de Música Municipal.
Desde el año 2015, la Escuela orienta su malla  malla curricular  en la complementación de las distintas técnicas artísticas, la investigación reflexiva y la crítica que conlleva el Arte contemporáneo. 

## Organización
La escuela municipal de Bellas Artes de Viña del Mar se fundó como una institución con vocación social y sin fines de lucro, por lo que, su financiamiento se encuentra principalmente a cargo de la Ilustre Municipalidad de Viña del Mar y de los aranceles de bajo costo cobrados a sus estudiantes.

## Planes de Estudio
La escuela municipal de Bellas Artes de Viña del Mar ofrece actualmente cuatro planes de estudios: 

##### Plan regular de estudios
El plan Regular de Estudios corresponde a un plan con una duración de cinco años enfocado en la formación integral de artistas visuales, donde el conocimiento técnico se relaciona con el trabajo reflexivo propio de la producción artística actual.
Los estudiantes de este plan reciben formación en disciplinas artísticas como: Pintura, Grabado, escultura y esmalte al fuego. Esta formación se complementa con asignaturas como: Dibujo, Historia y Teoría del Arte, Restauración. T

##### Plan alumno de extensión
El plan de Alumno de Extensión corresponde a un plan con una duración de tres años como máximo y está enfocado en estudiantes cuya disponibilidad horaria es limitada y que quieran potenciar sus habilidades en una disciplina específica.
Las disciplinas ofrecidas por este plan son: Dibujo, Pintura, Escultura, Grabado, Acuarela, Esmalte al fuego y Cerámica.

##### Maestría
El plan de maestría corresponde a un plan anual para alumnos egresados de la Escuela Municipal de Bellas Artes de Viña del Mar, interesados en profundizar en el desarrollo de un proyecto específico y en la exhibición de este.

##### Plástica Infantil y Juvenil
El plan de plástica infantil y juvenil está enfocado en niños y jóvenes de seis a diecisiete años, con clases una vez a la semana y está enfocado en el desarrollo de las habilidades artísticas.